# Pești de acvariu

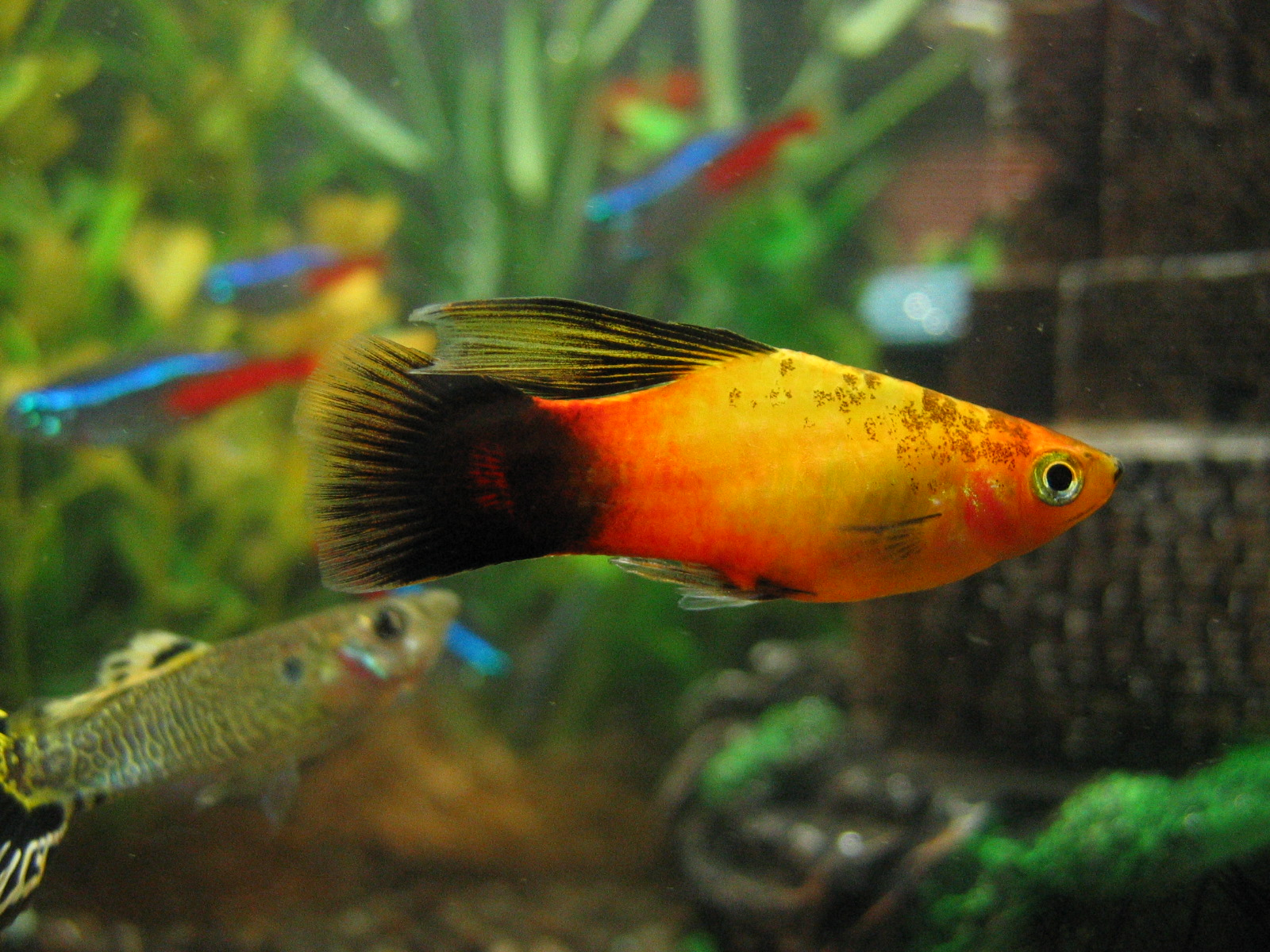
Xiphophorus maculatus

O parte din natura

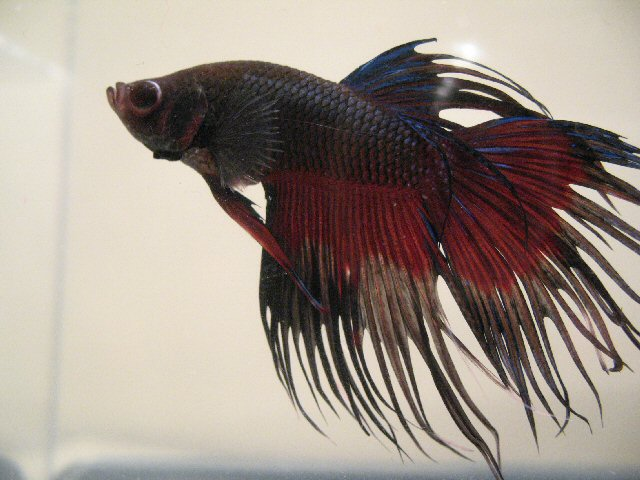
Betta splendens

Peștii de acvariu sunt acei pești exotici care au fost adaptați la condițiile de viață într-un mediu artificial - acvariul. De asemenea ei pot fi reproduși în acvariu de crescătorii amatori. Sunt în general pești de talie mică cu un colorit viu sau au forme curioase, și provin din mările calde tropicale. Ca specii de pești de acvariu se pot aminti:
- Betta splendens
- Carassius gibelius forma auratus
- Cyprinus carpio
- Hemichromis letourneuxi
- Pygocentrus piraya
- Poecilia latipinna
- Puntius semifasciolatus
- Trigonostigma espei
- Trichogaster leer
- Xiphophorus maculatus
- Pangasius E.